# Karina Bryant
Karina Bryant (Kingston upon Thames, 27 de janeiro de 1979) é uma judoca britânica que conquistou a medalha de bronze na categoria mais de 78 kg dos Jogos Olímpicos de Londres 2012..